# Sweet Vision
『Sweet Vision』（スウィート ヴィジョン）は、山下智久の6枚目のオリジナルアルバム。2023年7月19日にLabel9より発売。

## 解説
ジャニーズ事務所退所後初のアルバム。アルバムとしては前作『UNLEASHED』以来約5年ぶりのリリース。2022年から2023年にリリースされたシングル3曲のほか、山下が出演するHuluオリジナルドラマ「THE HEAD」Season2のエンディングテーマ『Dancing in a Dream』、山下が主演を務めるAmazon Prime Video独占配信映画『SEE HEAR LOVE 〜見えなくても聞こえなくても愛してる〜』の主題歌「I See You」等の全12曲が収録されている。前作以降（ジャニーズ事務所退所前）にSME Recordsから発売されていたシングル「Reason/Never Lose」「CHANGE」「Nights Cold」は全て未収録。
通常盤（CD）、初回限定盤（CD+初回限定盤DVD）、ファンクラブ限定盤（CD+ファンクラブ限定盤DVD+フォトブック）の3形態での発売となる。

## 収録曲

### CD
出典：タワーレコード、公式サイト
1. Anima（2:11）
作詞：山下智久、作曲：UTA
2. A Million Suns（3:21）
作詞：山下智久、作曲：Nao'ymt
3. Sweet Vision（4:00）
作詞：山下智久 / JUN、作曲：UTA
  - 本作のリードトラック
4. Face To Face（3:05）
作詞：山下智久 / Sunny Boy / HIRO、作曲：UTA
  - 12thシングル
5. I See You（4:45）
作詞：Yang-Pa（英語版） / New Authors、作曲・編曲：SNNNY
  - Amazon Prime Video独占配信映画『SEE HEAR LOVE 〜見えなくても聞こえなくても愛してる〜』主題歌
  - 6月2日にAmazon Musicで本曲の独占先行配信、同月9日に各配信・ストリーミングサービスでの先行配信が行われた。
6. Sunrise（2:56）
作詞：山下智久 / Kayclacker、作曲：Kayclacker / MATZ
7. Beautiful World（4:03）
作詞：山下智久、作曲：UTA
  - 1st配信シングル、12thシングルカップリング
  - 肌ナチュール「炭酸ヘッドスパシャンプー」CMソング
8. Forever in My Heart（4:19）
作詞：奈良橋陽子 / 山下智久、作曲：UTA
  - 2nd配信シングル
  - ブルガリタイアップ曲
9. Dancing in a Dream（4:52）
作詞：山下智久 / JUN、作曲：UTA
  - Huluオリジナルドラマ「THE HEAD」Season2エンディングテーマ
10. Vision（3:22）
作詞：山下智久、作曲：UTA
  - デジタルガレージCMソング
11. ここから（3:59）
作詞：山下智久 / UTA、作曲：UTA
12. ONE（3:50）
作詞：kyte、作曲：Mitsu.J

### DVD

#### 初回限定盤
1. Sweet Vision MV
2. I See You Original Manga Version MV
3. Forever in My Heart MV
4. Making Movie -Sweet Vision-

#### ファンクラブ限定盤
1. Sweet Vision MV
2. I See You MV
3. Forever in My Heart MV
4. Making Movie -Sweet Vision-
5. Club9 First Party Face To Face 2021 -SPECIAL EDITION-